# Musica indiavolata
Musica indiavolata (Strike Up the Band) è un film del 1940 diretto da Busby Berkeley.

## Trama
Al liceo, il batterista Jimmy Connors decide di iniettare un po' di swing nella sua orchestrina. Convince Mary Holden a entrare nel gruppo come vocalist e chiede al preside Judd di farli suonare al ballo della scuola. Mary si sente però un po' frustrata perché Jimmy ha attenzioni per lei solo come cantante.
Al ballo, la band ha un grande successo. Cosa che spinge Jimmy a tentare di recarsi a Chicago a un concorso promosso da Paul Whiteman. Per procurarsi il denaro per il viaggio, il gruppo mette in scena un melodramma degli allegri Anni Novanta ma, alla fine, facendo i conti, alla somma necessaria mancano ancora cinquanta dollari.
Intanto Jimmy, a scuola, viene perseguitato da Barbara Frances Morgan, una procace biondina di cui comincia ad apprezzare le grazie quando il signor Morgan, il padre della ragazza, ingaggia l'orchestra di Paul Whiteman per suonare alla festa della figlia. Al ricevimento, Jimmy e i suoi improvvisano una performance che attira l'attenzione di Whiteman che offre al giovane un lavoro come batterista. Jmmy, però, rifiuta volendo restare fedele alla sua band. Il giorno dopo, uno degli orchestrali sta male per i postumi di un incidente e deve essere operato urgentemente a Chicago. Jimmy offre il denaro raccolto per la band ma il signor Morgan mette a disposizione dei giovani uno dei treni della sua azienda.
Negli studi dove viene trasmesso l'evento cui partecipano i ragazzi, la band di Jimmy risulta vincitrice e i sogni del giovane batterista finalmente si avverano.

## Produzione
Il film fu prodotto dalla Loew's e presentato dalla Metro-Goldwyn-Mayer (MGM).

## Distribuzione
Distribuito dalla Metro-Goldwyn-Mayer (MGM), uscì nelle sale cinematografiche USA il 27 settembre 1940 con il titolo originale Strike Up the Band.

## Riconoscimenti
- Premi Oscar 1941: Premio Oscar per il miglior suono (Douglas G. Shearer)
- Nomination: Miglior colonna sonora Roger Edens e George E. Stoll
- Nomination: Miglior canzone Roger Edens e George E. Stoll